# Nijas Ørnbak-Fjeldmose
Nijas Ørnbak-Fjeldmose (* 15. August 1983) ist ein dänischer Schauspieler.

## Leben
Nijas Ørnbak-Fjeldmose gab sein Debüt als Kinderdarsteller in der Rolle des „Prinz Valdemar“ in dem Ritterfilm Das Auge des Adlers. Seitdem wirkte er in Fernsehserien und 2009 in dem Jugendfilm Timetrip – Der Fluch der Wikinger-Hexe mit.

## Filmografie
- 1997: Das Auge des Adlers (Ørnens øje)
- 1999: Toast
- 2004: Alletiders jul
- 2009: Timetrip – Der Fluch der Wikinger-Hexe